# Mister Venezuela
El Mister Venezuela (o Míster Venezuela Mundo) es un concurso de belleza masculina nacional de Venezuela que se celebra desde 1996. Este certamen es responsable de seleccionar al representante de ese país a Mister Mundo. El actual Míster Venezuela es Juan Alberto García.

## Historia
El certamen Mister Venezuela se inició bajo la tutela de Osmel Sousa y María Kallay con la intención de crear un concurso de hombres con la misma disciplina, calidad y éxito de su contraparte femenina. El primer concurso salió al aire el 17 de julio de 1996 y el ganador fue José Gregorio Faría, siendo transmitido desde entonces por la cadena de televisión Venevisión.
El segundo Mister Venezuela Sandro Finoglio Speranza, consiguió el título de Mister Mundo 1998.
En la quinta edición, emitida el 22 de noviembre de 2000, 26 hombres representaron a todos los estados y algunas regiones de Venezuela, llevando bufandas en lugar de las bandas utilizadas en los concursos de las mujeres. Debido a problemas políticos en 2002, el séptimo concurso se aplazó y se celebró en 2003.
En 2004 gana Francisco León representante del estado Amazonas. Ese año no se realizó el Mister Mundo.
En 2009, durante una ceremonia privada organizada por Osmel Sousa, Presidente de la Organización Miss Venezuela, José Manuel Flores fue elegido como el nuevo Míster Venezuela 2009. Asistió a Míster Mundo 2010 donde consiguió colocarse en los primeros 15 semifinalistas.
En agosto de 2012 se anunció que el concurso se reanudaría a partir del año 2013, para poder enviar un representante venezolano al Mister Mundo. En septiembre de 2012 se anunció que debido al poco tiempo para la elección, se realizó un casting rápido para seleccionar en una ceremonia privada no televisada al Mister Venezuela 2012, resultando seleccionado el modelo y actor Jessus Zambrano.
Para el año 2014 el concurso volvería a ser televisado por Venevisión. El ganador del Mister Venezuela 2014 fue Jesús Casanova. Ese año no se entregó una bufanda al ganador del concurso de belleza masculina, sino una banda que el joven recibió de manos del Mister Venezuela 2012 y coanimador del evento Jessus Zambrano.
En el año 2015, se realiza el certamen Míster Venezuela, resultando ganador Gabriel Correa quien representará al país en el Mister Mundo. A su vez fue integrado en diversas actividades de animación y actuación del canal. A partir de este año el concurso tendría la particularidad de premiar a ciertos participantes de acuerdo a su desempeño durante el concurso, los mismos recibirían un sobre en el transcurso del programa que les daría la oportunidad de ser incluidos en el elenco de próximos programas del canal.
En el Mister Venezuela 2016 el ganador fue Renato Barabino. Aunque se suponía que se representara al país en el Mister Mundo, el 1 de julio la Organización Miss Venezuela informó que no envían representación al Mister Mundo 2016, la razones eran "Debido a la dificultad de gestionar la obtención de moneda extranjera para la participación en eventos internacionales y los altos costos que los mismos implican (...) y que son necesarias efectuar", según informó el comunicado.

## Ganadores
- Designated

### Mister Venezuela
Color key
- Declared as winner
- Ended as runner-up
- Ended as top 5/8 qualification
- Ended as one of the finalists or semifinalists
- Ended as special awards winner

| Edición | Año  | Estado            | Mister Venezuela                  | Edad | Procedencia | International placement                                           |
| ------- | ---- | ----------------- | --------------------------------- | ---- | ----------- | ----------------------------------------------------------------- |
| 1th     | 1996 | Zulia             | José Gregorio Faría Ojeda         | 24   | Maracaibo   | Unplaced in Mister Mundo 1996                                     |
| 2th     | 1997 | Distrito Federal  | Sandro Finoglio Speranza          | 24   | Caracas     | 1st Runner-Up in Manhunt International 1997 Mister Mundo 1998     |
| 3th     | 1998 | Distrito Federal  | Juan Ernesto Calzadilla Regalado  | 23   | Caracas     | Manhunt International 1999                                        |
| 4th     | 1999 | Distrito Federal  | Alejandro Otero Lares             | 25   | Caracas     | Top 10 in Mister Mundo 2000                                       |
| 5th     | 2000 | Península Guajira | Luis Antonio Nery Gómez           | 22   | Cabimas     | 2nd Runner-Up in Manhunt International 2001                       |
| 6th     | 2001 | La Guaira         | Daniel Leonard Navarrete Muktans  | 24   | Caracas     | 4th Runner-Up in Manhunt International 2002                       |
| 7th     | 2003 | Carabobo          | Andrés Eduardo Mistage Parilli    | 21   | Valencia    | Top 10 in Mister Mundo 2003                                       |
| 8th     | 2004 | Amazonas          | Francisco José León Bastidas      | 22   | Caracas     |                                                                   |
| 9th     | 2005 | Zulia (Resigned)  | José Ignacio Rodríguez Valbuena   | 26   | Maracaibo   |                                                                   |
| 10th    | 2006 | Distrito Capital  | Vito Ernesto Gasparrini Domínguez | 30   | Caracas     | Unplaced in Mister Mundo 2007                                     |
| 1nd     | 2009 | Distrito Capital  | José Manuel Flores Sánchez        | 22   | Caracas     | Top 15 in Mister Mundo 2010                                       |
| 2nd     | 2012 | Táchira           | Jesús Alberto Zambrano Contreras  | 22   | Abejales    | Unplaced in Mister Mundo 2012                                     |
| 11th    | 2014 | Barinas           | Jesús Antonio Casanova Sarmiento  | 26   | Barinas     | Unplaced in Mister Mundo 2014                                     |
| 12th    | 2015 | Aragua            | Gabriel José Correa Guzmán        | 26   | Maracay     | Mister Supranational 2017                                         |
| 13th    | 2016 | Aragua            | Renato Barabino Gandica           | 18   | Maracay     | Did not compete in Mister Mundo 2016                              |
| 14th    | 2017 | Distrito Capital  | Christian Arnaldo Nunes Angulo    | 24   | Caracas     | Top 13 in Mister Universo 2015 Top 16 in Mister Global 2018       |
| 15th    | 2019 | Zulia             | Jorge Eduardo Nuñez Martínez      | 24   | Cabimas     | Top 29 in Mister Mundo 2019 Unplaced in Míster Supranational 2023 |
| 16th    | 2024 | Carabobo          | Juan Alberto García               | 25   | Valencia    | Top 10 in Mister Mundo 2024 Mister Mundo Américas 2024            |

### 1st Runner-Up
La siguiente lista muestra todos aquellos candidatos que ocuparon el segundo lugar en Mister Venezuela desde 2014.
Color key
- Declared as winner
- Ended as runner-up
- Ended as top 5/8 qualification
- Ended as one of the finalists or semifinalists
- Ended as special awards winner

| Año  | Estado  | Primer finalista                  | Edad | Procedencia   | International placement                    |
| ---- | ------- | --------------------------------- | ---- | ------------- | ------------------------------------------ |
| 2014 | Táchira | Jesús Francisco Guerrero Apolinar | 21   | San Cristóbal |                                            |
| 2015 | Lara    | Rafael Jesús Angelucci Riera      | 22   | Barquisimeto  | Top 10 in Mister Internacional 2015        |
| 2016 | Zulia   | Walfred José Crespo Urribarri     | 22   | Cabimas       | Top 16 in Mister Internacional 2016        |
| 2017 | Aragua  | Luis Augusto Marrero Vera         | 21   | Maracay       |                                            |
| 2019 | Mérida  | Leonardo Carrero Contreras        | 26   | El Vigía      | 4th Runner-Up in Mister Supranacional 2019 |
| 2024 | Miranda | Franco Daniel Cova                | 23   |               |                                            |

### 2nd Runner-Up
La siguiente lista muestra todos aquellos candidatos que ocuparon el tercer lugar en Mister Venezuela desde 2014.
Color key
- Declared as winner
- Ended as runner-up
- Ended as top 5/8 qualification
- Ended as one of the finalists or semifinalists
- Ended as special awards winner

| Año  | Estado           | Segundo finalista                   | Edad | Procedencia               | International placement                          |
| ---- | ---------------- | ----------------------------------- | ---- | ------------------------- | ------------------------------------------------ |
| 2014 | Zulia            | Jesús Alvarado (Jesús de Alva)      | 20   | Los Puertos de Altagracia | 3rd Runner-Up in Mister Grand Internacional 2018 |
| 2015 | Lara             | Georges Abelardo Biloune Wahbi      | 29   | Barquisimeto              |                                                  |
| 2016 | Distrito Capital | Gustavo Alejandro Acevedo Nicolazzo | 19   | Caracas                   | Top 10 in Mister Supranacional 2016              |
| 2017 | Zulia            | Adrián Junior Menghini Abreu        | 25   | Maracaibo                 |                                                  |
| 2019 | Aragua           | Armando Rafael Veitia Navarro       | 25   | Maracay                   |                                                  |
| 2024 | Táchira          | Leiker Márquez                      | 25   | San Cristóbal             |                                                  |

## Historic table position
This section provides the names of the runners-up in the Mister Venezuela pageant since the pageant's first edition in 1996.
- Ended as top 5/6 qualification. Not announced as a runner-up at finals
- Designated

The pageant has awarded the five remaining finalists from 1952 to 1989, 2001 to 2014 and 2020 with the first, second, third and fourth Runner-Up being awarded. From 1990 to 1997 and 2016, the number of finalists was increased to six. From 1998 to 2000 and 2015, 2017 to 2019 and 2021, it was reverted to five but only up to the second runner-up was awarded (regardless if the pageant post-announces the placements of the other 2 delegates who made it to the Top 5).
This table shows the top-five finalists of each competition, from its inception in 1996.
Since raking for contest is usually as follows:
- 1st place being designated as Mister Venezuela
- 2nd place being designated as Manhunt Venezuela (previously)
- 3rd place being designated as Mister International Venezuela (previously)
- 4th place being designated as Mister Intercontinental Venezuela (previously)

| Edition | Mister Venezuela (1st Place)              | 1st Runner-Up (2nd Place)              | 2nd Runner-Up (3rd Place)                   | 3rd Runner-Up (3rd Place)                                                                                              | 4th Runner-Up (5th Place)                                                                                              |
| ------- | ----------------------------------------- | -------------------------------------- | ------------------------------------------- | --- | --- |
| 1996    | José Gregorio Faría Zulia (#20)           | Jhonny Essig Distrito Federal (#4)     | Eduardo Quintana Distrito Federal (#2)      | Christian Zia Aragua (#11)                                                                                             | Alberto Bahamonde Distrito Federal (#1)                                                                                |
| 1997    | Sandro Finoglio Distrito Federal (#11)    | Guillermo Pérez Distrito Federal (#16) | Alexander Castellanos Trujillo (#13)        | Javier Faoro Distrito Federal (#20)                                                                                    | Ismael Matamoros Distrito Federal (#2)                                                                                 |
| 1998    | Ernesto Calzadilla Distrito Federal (#15) | Numa Delgado Distrito Federal (#14)    | Nadir Nery Zulia (#4)                       | Daniel Andrade Distrito Federal (#12)                                                                                  | Diego Ochoa Distrito Federal (#18)                                                                                     |
| 1999    | Alejandro Otero Distrito Federal (#20)    | Ezzio Cavallaro Miranda (#26)          | José Gabriel Madonia Distrito Federal (#11) | Not awarded | Not awarded |
| 2000    | Luis Nery Península Goajira               | Cristóbal Lander Miranda               | Aníbal Martignani Guárico                   | Not awarded | Not awarded |
| 2001    | Daniel Navarrete Vargas                   | Enrique Cuevas Carabobo                | César Suárez Delta Amacuro                  | Not awarded | Not awarded |
| 2003    | Andrés Mistage Carabobo                   | Jacinto Oropeza Delta Amacuro          | Claudio de la Torre Anzoátegui              | Not awarded | Not awarded |
| 2004    | Francisco León Amazonas                   | Miguel Blanco Anzoátegui               | Jean Claudio Palmegiani Carabobo            | Not awarded | Not awarded |
| 2005    | José Ignacio Rodríguez (Resigned) Zulia   | José Luis Porras Portuguesa            | José Luis Díaz Guárico                      | Not awarded | Not awarded |
| 2006    | Vito Gasparrini Distrito Capital (#4)     | Not awarded                            | Not awarded                                 | Not awarded | Not awarded |
| 2009    | José Manuel Flores Distrito Capital       | Not awarded                            | Not awarded                                 | Not awarded | Not awarded |
| 2012    | Jessus Zambrano Táchira                   | Not awarded                            | Not awarded                                 | Not awarded | Not awarded |
| 2014    | Jesús Casanova Barinas (#12)              | Francisco Guerrero Táchira (#7)        | Jesús Alvarado Zulia (#9)                   | - Distrito Capital (#5) – Jonathan Negrón - Distrito Capital (#11) – Salvador Lugo                                     | - Distrito Capital (#5) – Jonathan Negrón - Distrito Capital (#11) – Salvador Lugo                                     |
| 2015    | Gabriel Correa Aragua (#13)               | Rafael Angelucci Lara (#10)            | Georges Biloune Lara (#6)                   | - Bolívar (#2) – Gibson Domínguez - Lara (#4) – Rafael Oropeza                                                         | - Bolívar (#2) – Gibson Domínguez - Lara (#4) – Rafael Oropeza                                                         |
| 2016    | Renato Barabino Aragua (#6)               | Walfred Crespo Zulia (#4)              | Gustavo Acevedo Distrito Capital (#2)       | - Distrito Capital (#1) – Luis Segovia - Distrito Capital (#13) – Ignacio Milles                                       | - Distrito Capital (#1) – Luis Segovia - Distrito Capital (#13) – Ignacio Milles                                       |
| 2017    | Christian Nunes Distrito Capital (#13)    | Luis Marrero Aragua (#12)              | Adrián Menghini Zulia (#14)                 | - Bolívar (#7) – José Ricardo Rodulfo - Distrito Capital (#2) – David Castro - Distrito Capital (#9) – Alejandro Zumbo | - Bolívar (#7) – José Ricardo Rodulfo - Distrito Capital (#2) – David Castro - Distrito Capital (#9) – Alejandro Zumbo |
| 2019    | Jorge Eduardo Núñez Zulia (#9)            | Leonardo Carrero Mérida (#13)          | Armando Veitia Aragua (#3)                  | - Distrito Capital (#8) – Carlos Guédez - Distrito Capital (#11) – Enmanuel Serrano                                    | - Distrito Capital (#8) – Carlos Guédez - Distrito Capital (#11) – Enmanuel Serrano                                    |

Semifinalists
| Edition | Semifinalists (Top 10) |
| ------- | --- |
| 1999    | - Distrito Federal (#1) – Abelardo Benha - Distrito Federal (#2) – Adrián Acevedo - Distrito Federal (#7) – Eric Chacín - Distrito Federal (#10) – Jorge Furzán - Distrito Federal (#12) – León Peraza - Distrito Federal (#16) – William Von Moltke - Distrito Federal (#24) – Roy Pérez |
| 2000    | - Aragua – Leonardo Cáceres - Distrito Capital – Juan Carlos Liendo - Carabobo – Deive Garcés - Lara – Eduardo Medina - Sucre – Josué Villaé - Táchira – Samer Senih - Zulia – Luis Tinoco                                                                                                |
| 2001    | - Apure – Juan Carlos Hernández - Guárico – Jesús García - Nueva Esparta – Fernando Alió - Península Goajira – Andrés Maslowski - Portuguesa – David Yañes - Yaracuy – Luis Nessy - Zulia – Luis Portillo                                                                                 |
| 2003    | - Bolívar – Julio Vívenes - Cojedes – Antonio Rojas - Dependencias Federales – Richard Di Stefano - Mérida – Vito Gasparrini - Miranda – Irwing Ríos - Nueva Esparta – César Augusto Flores - Zulia – Ángel Pérez                                                                         |
| 2004    | - Aragua – Julio Montenegro - Distrito Capital – Tomás Morales - Costa Oriental – Víctor Manuel Díaz - Delta Amacuro – Edgardo Escobar - Mérida – Alexander Slibe - Península Goajira – Alejandro Ramírez - Sucre – Gabriel Guerra                                                        |
| 2005    | - Amazonas – Salvador Fonseca - Bolívar – Guillermo Seijas - Falcón – Gabriel Ciliberti - Mérida – Manuel Alejandro Gainza - Miranda – Simón Valero - Nueva Esparta – Nomis Chanchamire - Táchira – Alejandro Montoya                                                                     |

## States/Regions by number of Runners-up

### 1st Runner-Up
The first Runner-Up of each edition of Mister Venezuela is the second placer behind the contestant who is selected as Mister Venezuela (first placer). In some cases, he shall take over the title of Mister Venezuela, if:
- The outgoing titleholder cannot fulfill his duties. This could happen and may result to resignation, giving up the title, or dethronement
- The titleholder is dethroned due to deeds that violate the organization's policies.

The second place finisher being designated as 1st runner-up has been awarded fourteen times (1996–2005; 2014–2019).
This table lists the number of 1st Runner-Up titles by state/region.
The current 1st Runner-Up is Leonardo Carrero from Mérida, as for the edition that took place on April 13, 2019 in Venevisión Studios, Caracas.
| Country/Territory | Titles | Year(s)          |
| ----------------- | ------ | ---------------- |
| Distrito Capital  | 3      | 1996, 1997, 1998 |
| Miranda           | 3      | 1999, 2000, 2024 |
| Mérida            | 1      | 2019             |
| Aragua            | 1      | 2017             |
| Zulia             | 1      | 2016             |
| Lara              | 1      | 2015             |
| Táchira           | 1      | 2014             |
| Portuguesa        | 1      | 2005             |
| Anzoátegui        | 1      | 2004             |
| Delta Amacuro     | 1      | 2003             |
| Carabobo          | 1      | 2001             |

International representation
Color Key
- Declared as winner
- Ended as runner-up
- Ended as top 5/8 qualification
- Ended as one of the finalists or semifinalists
- Ended as special awards winner

The 1st runner-up of Mister Venezuela has represented his country at Mister International, Mister Supranational and Mister Intercontinental.
| Year | State            | 1st Runner-Up      | Placement                                  | Special Awards/Notes |
| ---- | ---------------- | ------------------ | ------------------------------------------ | -------------------- |
| 2019 | Mérida           | Leonardo Carrero   | 4th Runner-Up in Mister Supranational 2019 |                      |
| 2017 | Aragua           | Luis Marrero       |                                            |                      |
| 2016 | Zulia            | Walfred Crespo     | Top 16 in Mister International 2016        |                      |
| 2015 | Lara             | Rafael Angelucci   | Top 10 in Mister International 2015        |                      |
| 2014 | Táchira          | Francisco Guerrero |                                            |                      |
| 2005 | Portuguesa       | José Luis Porras   |                                            |                      |
| 2004 | Anzoátegui       | Miguel Blanco      |                                            |                      |
| 2003 | Delta Amacuro    | Jacinto Oropeza    |                                            |                      |
| 2001 | Carabobo         | Enrique Cuevas     | Mister Intercontinental 2002               |                      |
| 2000 | Miranda          | Cristóbal Lander   |                                            |                      |
| 1999 | Miranda          | Ezzio Cavallaro    | 1st Runner-Up in Mister International 2000 |                      |
| 1998 | Distrito Capital | Numa Delgado       |                                            |                      |
| 1997 | Distrito Capital | Guillermo Pérez    |                                            |                      |
| 1996 | Distrito Capital | Jhonny Essig       |                                            |                      |

### 2nd Runner-Up
The second Runner-Up of each edition of Mister Venezuela is the third placer behind the contestant who is selected as Mister Venezuela (first placer) and the first Runner-Up (second placer).
The third place finisher being designated as 2nd runner-up has been awarded fourteen times (1996–2005; 2014–2019).
This table lists the number of 2nd Runner-Up titles by state/region.
The current 2nd Runner-Up is Armando Veitia from Aragua, as for the edition that took place on April 13, 2019 in Venevisión Studios, Caracas.
| Country/Territory | Titles | Year(s)          |
| ----------------- | ------ | ---------------- |
| Zulia             | 3      | 1998, 2014, 2017 |
| Distrito Capital  | 3      | 1996, 1999, 2016 |
| Guárico           | 2      | 2000, 2005       |
| Aragua            | 1      | 2019             |
| Lara              | 1      | 2015             |
| Carabobo          | 1      | 2004             |
| Anzoátegui        | 1      | 2003             |
| Delta Amacuro     | 1      | 2001             |
| Trujillo          | 1      | 1997             |

International representation
Color Key
- Declared as winner
- Ended as runner-up
- Ended as top 5/8 qualification
- Ended as one of the finalists or semifinalists
- Ended as special awards winner

The 2nd runner-up of Mister Venezuela has represented his country at Manhunt International, Mister International and Mister Supranational.
| Year | State            | 2nd Runner-Up           | Placement                                        | Special Awards/Notes |
| ---- | ---------------- | ----------------------- | ------------------------------------------------ | -------------------- |
| 2019 | Aragua           | Armando Veitia          |                                                  |                      |
| 2017 | Zulia            | Adrián Menghini         |                                                  |                      |
| 2016 | Distrito Capital | Gustavo Acevedo         | Top 10 in Mister Supranational 2016              |                      |
| 2015 | Lara             | Georges Biloune         |                                                  |                      |
| 2014 | Zulia            | Jesús Alvarado          | 3rd Runner-Up in Mister Grand Internacional 2018 |                      |
| 2005 | Guárico          | José Luis Díaz          |                                                  |                      |
| 2004 | Carabobo         | Jean Claudio Palmegiani |                                                  |                      |
| 2003 | Anzoátegui       | Claudio de la Torre     | Top 15 in Manhunt Internacional 2005             |                      |
| 2001 | Delta Amacuro    | César Suárez            |                                                  |                      |
| 2000 | Guárico          | Aníbal Martignani       |                                                  |                      |
| 1999 | Distrito Capital | José Gabriel Madonia    | Mister American Continent 2000                   |                      |
| 1999 | Distrito Capital | José Gabriel Madonia    | 3rd Runner-Up in Manhunt International 2000      |                      |
| 1998 | Zulia            | Nadir Nery              | Mister International 1999                        |                      |
| 1997 | Trujillo         | Alexander Castellanos   |                                                  |                      |
| 1996 | Distrito Capital | Eduardo Quintana        |                                                  |                      |

### 3rd Runner-Up
The third Runner-Up of each edition of Mister Venezuela is the fourth placer behind the conestant who is selected as Mister Venezuela first placer), the first Runner-Up (second placer) and the second Runner-Up (third placer).
The fourth place finisher being designated as 3rd runner-up has been awarded three times (1996–1998) (unless not at finals).
| Country/Territory | Titles | Year(s)    |
| ----------------- | ------ | ---------- |
| Distrito Capital  | 2      | 1997, 1998 |
| Aragua            | 1      | 1996       |

International representation
Color Key
- Declared as winner
- Ended as runner-up
- Ended as top 5/8 qualification
- Ended as one of the finalists or semifinalists
- Ended as special awards winner

| Year | State            | 3rd Runner-Up  | Placement | Special Awards/Notes |
| ---- | ---------------- | -------------- | --------- | -------------------- |
| 1998 | Distrito Capital | Daniel Andrade |           |                      |
| 1997 | Distrito Capital | Javier Faoro   |           |                      |
| 1996 | Aragua           | Christian Zia  |           |                      |

### 4th Runner-Up
The fourth Runner-Up of each edition of Mister Venezuela is the fifth placer behind the conestant who is selected as Mister Venezuela (first placer), the first Runner-Up (second placer), the second Runner-Up (third placer) and the third Runner-Up (fourth placer).
The fifth place finisher being designated as 4th runner-up has been awarded three times (1996–1998) (unless not at finals).
| Country/Territory | Titles | Year(s)          |
| ----------------- | ------ | ---------------- |
| Distrito Capital  | 3      | 1996, 1997, 1998 |

International representation
Color Key
- Declared as winner
- Ended as runner-up
- Ended as top 5/8 qualification
- Ended as one of the finalists or semifinalists
- Ended as special awards winner

The 4th runner-up of Mister Venezuela has represented his country at International Model stage in Aruba.
| Year | State            | 4th Runner-Up     | Placement                                 | Special Awards/Notes |
| ---- | ---------------- | ----------------- | ----------------------------------------- | -------------------- |
| 1998 | Distrito Capital | Diego Ochoa       | 2nd Runner-Up in International Model 1999 |                      |
| 1997 | Distrito Capital | Ismael Matamoros  |                                           |                      |
| 1996 | Distrito Capital | Alberto Bahamonde |                                           |                      |

### Finalists
This list only shows finalists that had participated at international competitions.
International representation
Color Key
- Declared as winner
- Ended as runner-up
- Ended as top 5/8 qualification
- Ended as one of the finalists or semifinalists
- Ended as special awards winner

| Year | State            | Top 5/6         | Placement                           | Special Awards/Notes                 |
| ---- | ---------------- | --------------- | ----------------------------------- | ------------------------------------ |
| 2019 | Distrito Capital | Carlos Guédez   | Unplaced in Mister Universe 2019    | As a Margarita Island representative |
| 2016 | Distrito Capital | Ignacio Milles  | Top 10 in Mister International 2017 |                                      |
| 2014 | Distrito Capital | Jonathan Negrón | Mister Young International 2008     |                                      |
| 2014 | Distrito Capital | Jonathan Negrón | Mister Gentleman 2008               |                                      |

### Semifinilists
This list only shows semifinilists that had participated at international competitions.
International representation
Color Key
- Declared as winner
- Ended as runner-up
- Ended as top 5/8 qualification
- Ended as one of the finalists or semifinalists
- Ended as special awards winner

| Year | State            | Top 10         | Placement | Special Awards/Notes |
| ---- | ---------------- | -------------- | --------- | -------------------- |
| 1999 | Distrito Capital | Abelardo Benha |           |                      |

### Contestans
This list only shows contestants that had participated at international competitions.
International representation
Color Key
- Declared as winner
- Ended as runner-up
- Ended as top 5/8 qualification
- Ended as one of the finalists or semifinalists
- Ended as special awards winner

| Year | State | Contestans           | Placement                                 | Special Awards/Notes |
| ---- | ----- | -------------------- | ----------------------------------------- | -------------------- |
| 1999 | Zulia | Juan Carlos Tarazona | 2nd Runner-Up in International Model 2000 |                      |

## Mister Venezuela runners-up and finalists table position
| State or region        | Placements | Mister Venezuela (1st Place)           | 1st Runner-Up (2nd Place) | 2nd Runner-Up (3rd Place) | Finalists (Top 5/6)                          | Semifinalists (Top 10) |
| ---------------------- | ---------- | -------------------------------------- | ------------------------- | ------------------------- | -------------------------------------------- | ---------------------- |
| Distrito Capital       | 22         | 6 (1997, 1998, 1999, 2006, 2009, 2017) | 3 (1996, 1997, 1998)      | 3 (1996, 1999, 2016)      | 7 (1996, 1997, 1998, 2014, 2016, 2017, 2019) | 3 (1999, 2000, 2004)   |
| Zulia                  | 10         | 2 (1996, 2005, 2019)                   | 1 (2016)                  | 3 (1998, 2014, 2017)      | ×                                            | 3 (2000, 2001, 2003)   |
| Aragua                 | 7          | 2 (2015, 2016)                         | 1 (2017)                  | 1 (2019)                  | 1 (1996)                                     | 2 (2000, 2004)         |
| Carabobo               | 5          | 2 (2003,2024)                          | 1 (2001)                  | 1 (2004)                  | ×                                            | 1 (2000)               |
| Táchira                | 4          | 1 (2012)                               | 1 (2014)                  | ×                         | ×                                            | 2 (2000, 2005)         |
| Península Goajira      | 3          | 1 (2000)                               | ×                         | ×                         | ×                                            | 2 (2001, 2004)         |
| Amazonas               | 2          | 1 (2004)                               | ×                         | ×                         | ×                                            | 1 (2005)               |
| Barinas                | 1          | 1 (2014)                               | ×                         | ×                         | ×                                            | ×                      |
| Vargas                 | 1          | 1 (2001)                               | ×                         | ×                         | ×                                            | ×                      |
| Miranda                | 4          | ×                                      | 2 (1999, 2000)            | ×                         | ×                                            | 2 (2003, 2005)         |
| Lara                   | 4          | ×                                      | 1 (2015)                  | 1 (2015)                  | 1 (2015)                                     | 1 (2000)               |
| Delta Amacuro          | 3          | ×                                      | 1 (2003)                  | 1 (2001)                  | ×                                            | 1 (2004)               |
| Anzoátegui             | 2          | ×                                      | 1 (2004)                  | 1 (2003)                  | ×                                            | ×                      |
| Mérida                 | 4          | ×                                      | 1 (2019)                  | ×                         | ×                                            | 3 (2003, 2004, 2005)   |
| Portuguesa             | 2          | ×                                      | 1 (2005)                  | ×                         | ×                                            | 1 (2001)               |
| Guárico                | 3          | ×                                      | ×                         | 2 (2000, 2005)            | ×                                            | 1 (2001)               |
| Trujillo               | 1          | ×                                      | ×                         | 1 (1997)                  | ×                                            | ×                      |
| Bolívar                | 4          | ×                                      | ×                         | ×                         | 2 (2015, 2017)                               | 2 (2003, 2005)         |
| Nueva Esparta          | 3          | ×                                      | ×                         | ×                         | ×                                            | 3 (2001, 2003, 2005)   |
| Sucre                  | 2          | ×                                      | ×                         | ×                         | ×                                            | 2 (2000, 2004)         |
| Falcón                 | 1          | ×                                      | ×                         | ×                         | ×                                            | 1 (2005)               |
| Costa Oriental         | 1          | ×                                      | ×                         | ×                         | ×                                            | 1 (2004)               |
| Cojedes                | 1          | ×                                      | ×                         | ×                         | ×                                            | 1 (2003)               |
| Dependencias Federales | 1          | ×                                      | ×                         | ×                         | ×                                            | 1 (2003)               |
| Apure                  | 1          | ×                                      | ×                         | ×                         | ×                                            | 1 (2001)               |
| Yaracuy                | 1          | ×                                      | ×                         | ×                         | ×                                            | 1 (2001)               |
| Monagas                | 0          | ×                                      | ×                         | ×                         | ×                                            | ×                      |
| Total                  | 92         | 17                                     | 14                        | 14                        | 11                                           | 36                     |

The state/region who assumed a position is indicated in bold
The state/region who was dethroned, resigned or originally held the position is indicated in striketrough
The state/region who was dethroned, resigned or originally held the position but was not replaced is indicated underlined

## Titleholders
The following men have been elected Mister Venezuela:
- Designated

| Year | Mister Venezuela                  | State             | Venue                          |
| ---- | --------------------------------- | ----------------- | ------------------------------ |
| 1996 | José Gregorio Faría               | Zulia             | Estudio 1, Venevisión, Caracas |
| 1997 | Sandro Finoglio                   | Federal District  | Estudio 1, Venevisión, Caracas |
| 1998 | Ernesto Calzadilla                | Federal District  | Estudio 1, Venevisión, Caracas |
| 1999 | Alejandro Otero                   | Federal District  | Estudio 1, Venevisión, Caracas |
| 2000 | Luis Nery                         | Península Goajira | Estudio 1, Venevisión, Caracas |
| 2001 | Daniel Navarrete                  | Vargas            | Estudio 1, Venevisión, Caracas |
| 2003 | Andrés Mistage                    | Carabobo          | Estudio 1, Venevisión, Caracas |
| 2004 | Francisco León                    | Amazonas          | Estudio 1, Venevisión, Caracas |
| 2005 | José Ignacio Rodríguez (Resigned) | Zulia             | Estudio 1, Venevisión, Caracas |
| 2006 | Vito Gasparrini                   | Capital District  | Estudio 1, Venevisión, Caracas |
| 2009 | José Manuel Flores                | Capital District  | N/A                            |
| 2012 | Jessus Zambrano                   | Táchira           | N/A                            |
| 2014 | Jesús Casanova                    | Barinas           | Estudio 1, Venevisión, Caracas |
| 2015 | Gabriel Correa                    | Aragua            | Estudio 1, Venevisión, Caracas |
| 2016 | Renato Barabino                   | Aragua            | Estudio 1, Venevisión, Caracas |
| 2017 | Christian Nunes                   | Capital District  | Estudio 1, Venevisión, Caracas |
| 2019 | Jorge Eduardo Núñez               | Zulia             | Estudio 1, Venevisión, Caracas |
| 2024 | Juan Alberto García               | Carabobo          | Estudio 1, Venevisión, Caracas |

### International representation
Color key
- Declared as winner
- Ended as runner-up
- Ended as top 5/8 qualification
- Ended as one of the finalists or semifinalists
- Ended as special awards winner

The winner of Mister Venezuela traditionally competes at the Mister World pageant.
| Year | State             | Mister Venezuela                  | Placement                                   | Special Awards/Notes       |
| ---- | ----------------- | --------------------------------- | ------------------------------------------- | -------------------------- |
| 2024 | Carabobo          | Juan Alberto García               | Top 10 in Mister World 2024                 | Mister World Américas 2024 |
| 2019 | Zulia             | Jorge Eduardo Núñez Martínez      | Top 29 in Mister World 2019                 |                            |
| 2017 | Distrito Capital  | Christian Arnaldo Nunes Angulo    | Top 10 in Mister Global 2018                |                            |
| 2017 | Distrito Capital  | Christian Arnaldo Nunes Angulo    | Top 13 in Mister Universe 2015              |                            |
| 2016 | Aragua            | Renato Barabino Gandica           | Did not compete in Mister World 2016        |                            |
| 2015 | Aragua            | Gabriel José Correa Guzmán        | Mister Supranational 2017                   |                            |
| 2014 | Barinas           | Jesús Antonio Casanova Sarmiento  | Unplaced in Mister World 2014               |                            |
| 2012 | Táchira           | Jesús Alberto Zambrano Contreras  | Unplaced in Mister World 2012               |                            |
| 2009 | Distrito Capital  | José Manuel Flores Sánchez        | Top 10 in Mister World 2010                 |                            |
| 2006 | Distrito Capital  | Vito Ernesto Gasparrini Domínguez | Unplaced in Mister World 2007               |                            |
| 2005 | Zulia             | José Ignacio Rodríguez Valbuena   |                                             |                            |
| 2004 | Amazonas          | Francisco José León Bastidas      |                                             |                            |
| 2003 | Carabobo          | Andrés Eduardo Mistage Parilli    | Top 10 in Mister World 2003                 |                            |
| 2001 | Vargas            | Daniel Leonard Navarette Muktans  | 4th Runner-up in Manhunt International 2002 |                            |
| 2000 | Península Goajira | Luis Antonio Nery Gómez           | 2nd Runner-up in Manhunt International 2001 |                            |
| 1999 | Distrito Capital  | Alejandro Otero Lárez             | Top 10 in Mister World 2000                 |                            |
| 1998 | Distrito Capital  | Juan Ernesto Calzadilla Regalado  | Manhunt International 1999                  |                            |
| 1997 | Distrito Capital  | Sandro Finoglio Speranza          | Mister World 1998                           |                            |
| 1997 | Distrito Capital  | Sandro Finoglio Speranza          | 1st Runner-up in Manhunt International 1997 |                            |
| 1996 | Zulia             | José Gregorio Faría Ojeda         | Unplaced in Mister World 1996               |                            |

## Venezuelan winners at the Big Seven pageants
Venezuela had acumulated a total of five wins at the Big Seven male pageants. The first went to Sandro Finoglio, when he won the Mister World 1998 contest. The next year, Ernesto Calzadilla competed at the Manhunt International 1999 pageant in Manila, Philippines. Other victories are Mister Universe 2011 with Juan Pablo Gómez, Mister International 2013 with José Anmer Paredes and Mister Supranational 2017 with Gabriel Correa.

## Big Seven men's pageants representatives
For full list and details, see Venezuela at the Big Four international beauty pageants.
The following men have represented Venezuela in the Big Seven men's international beauty pageants.

### Manhunt International Venezuela
Color Key
- Declared as winner
- Ended as runner-up
- Ended as top 5/8 qualification
- Ended as one of the finalists or semifinalists
- Ended as special awards winner

In recent years Manhunt Venezuela under Caballero Venezuela Organization holds a separate franchise to select its representative to Manhunt International pageant. Previously, the winner of Mister Tourism Venezuela went to this pageant
| Year                     | State             | Manhunt Venezuela                | Placement at Manhunt International | Special Awards/Notes                     |
| ------------------------ | ----------------- | -------------------------------- | ---------------------------------- | ---------------------------------------- |
| 2022                     | Distrito Capital  | José Luis Trujillo Valecillos    | Top 16                             | - Unplaced in Mister Venezuela 2016      |
| 2020                     | Did not compete   | Did not compete                  | Did not compete                    | Did not compete                          |
| 2018                     | Did not compete   | Did not compete                  | Did not compete                    | Did not compete                          |
| 2017                     | Did not compete   | Did not compete                  | Did not compete                    | Did not compete                          |
| Mister Turismo Venezuela |                   |                                  |                                    |                                          |
| 2016                     | Táchira           | Francisco Antonio Gil Riera      | Top 16                             | - Mister Tourism Venezuela 2014          |
| Mister Deporte Venezuela |                   |                                  |                                    |                                          |
| 2012                     | Nueva Esparta     | Jeyco Édgar Estaba Ruiz          | Top 15                             | - Mister Sport Venezuela 2011            |
| Mister Turismo Venezuela |                   |                                  |                                    |                                          |
| 2011                     | Bolívar           | José Antonio Ampueda Baudaux     | Unplaced                           | - Mister Tourism Venezuela 2011          |
| 2010                     | Aragua            | Henry Bolívar Pérez              | Top 16                             | - Mister Tourism Venezuela 2010          |
| 2008                     | Distrito Capital  | Orlando Delgado                  | Top 15                             | - Mister Tourism Venezuela 2008          |
| 2007                     | Distrito Capital  | Germán González Riveri           | Unplaced                           | - Mister Tourism Venezuela 2006          |
| 2006                     | Lara              | Miguel Ángel Brito               | Top 15                             | - Mister Tourism Venezuela 2005          |
| Mister Venezuela         |                   |                                  |                                    |                                          |
| 2005                     | Anzoátegui        | Claudio Alfredo de la Torre      | Top 15                             | - 2nd Runner-up in Mister Venezuela 2003 |
| 2002                     | Vargas            | Daniel Leonard Navarette Muktans | 4th Runner-up                      |                                          |
| 2001                     | Península Goajira | Luis Antonio Nery Gómez          | 2nd Runner-up                      |                                          |
| 2000                     | Distrito Capital  | José Gabriel Madonía Panepinto   | 3rd Runner-up                      | - 2nd Runner-up in Mister Venezuela 1999 |
| 1999                     | Distrito Capital  | Juan Ernesto Calzadilla Regalado | Manhunt International 1999         |                                          |
| 1998                     |                   | Jossman Peñalver                 | Unplaced                           |                                          |
| 1997                     | Distrito Capital  | Sandro Finoglio Speranza         | 1st Runner-up                      |                                          |
| 1995                     | Did not compete   | Did not compete                  | Did not compete                    | Did not compete                          |
| 1994                     | Did not compete   | Did not compete                  | Did not compete                    | Did not compete                          |
| 1993                     | Did not compete   | Did not compete                  | Did not compete                    | Did not compete                          |

Notes
- Anderson José Tovar Suárez, Mister Tourism Venezuela 2016 was selected to assist the Manhunt Internacional 2017 pageant, but he wirthdrawal its participation.

### Mister World Venezuela
Color Key
- Declared as winner
- Ended as runner-up
- Ended as top 5/8 qualification
- Ended as one of the finalists or semifinalists
- Ended as special awards winner

The winner of Mister Venezuela represents his country at Mister World. On occasion, when the winner does not qualify (due to age) for either contest, a runner-up is sent.
| Year | State            | Mister Venezuela                  | Placement at Mister World | Special Awards/Notes         |
| ---- | ---------------- | --------------------------------- | ------------------------- | ---------------------------- |
| 2024 | Carabobo         | Juan Alberto García               | Top 10                    | - Mister Mundo Américas 2024 |
| 2019 | Zulia            | Jorge Eduardo Núñez Martínez      | Top 29                    |                              |
| 2016 | Aragua           | Renato Barabino Gandica           | Did not compete           | Did not compete              |
| 2014 | Barinas          | Jesús Antonio Casanova Sarmiento  | Unplaced                  |                              |
| 2012 | Táchira          | Jessus Alberto Zambrano Contreras | Unplaced                  |                              |
| 2010 | Distrito Capital | José Manuel Flores Sánchez        | Top 10                    |                              |
| 2007 | Distrito Capital | Vito Ernesto Gasparrini Domínguez | Unplaced                  |                              |
| 2003 | Carabobo         | Andrés Eduardo Mistage Parilli    | Top 10                    |                              |
| 2000 | Distrito Capital | Alejandro Otero Lárez             | Top 10                    |                              |
| 1998 | Distrito Capital | Sandro Finoglio Speranza          | Mister World 1998         | - Mr. Photogenic             |
| 1996 | Zulia            | José Gregorio Faría Ojeda         | Unplaced                  |                              |

### Mister International Venezuela
Color Key
- Declared as winner
- Ended as runner-up
- Ended as top 5/8 qualification
- Ended as one of the finalists or semifinalists
- Ended as special awards winner

In recent years Mister International Venezuela under Caballero Venezuela Organization holds a separate franchise to select its winner to Mister International pageant. Previously, the runners-up of Mister Handsome Venezuela or Mister Tourism Venezuela went to this pageant.
| Year | State             | Mister International Venezuela        | Placement at Mister International | Special Awards/Notes                                                                   |
| ---- | ----------------- | ------------------------------------- | --------------------------------- | -------------------------------------------------------------------------------------- |
| 2022 | Falcón            | Orangel Dirinot                       | 2nd Runner-up                     | - Caballero Venezuela 2021                                                             |
| 2018 | Aragua            | Francesco Giuseppe Piscitelli Onofaro | 1st Runner-up                     | - Mister Tourism Venezuela 2017 - 3rd Runner-up in Mister Supranational Venezuela 2021 |
| 2017 | Distrito Capital  | Ignacio Eduardo Milles Dommar         | Top 10                            | - Top 5 in Mister Venezuela 2016                                                       |
| 2016 | Zulia             | Walfred José Crespo Urribarri         | Top 16                            | - Mister Sport Venezuela 2013 - 1st Runner-up in Mister Venezuela 2016                 |
| 2015 | Lara              | Rafael Jesús Angelucci Riera          | Top 10                            | - 1st Runner-up in Mister Venezuela 2015 - Mr. Cosmetics                               |
| 2014 | Mérida            | Yarnaldo Rey José Morales Tovar       | Did not compete                   | Did not compete                                                                        |
| 2013 | Apure             | José Anmer Paredes Jaimes             | Mister International 2013         | - Best Body                                                                            |
| 2012 |                   | Gary Emisael Pinha Peregrino          | Top 16                            |                                                                                        |
| 2011 | Mérida            | Jeefry Rommell Rojas Torres           | Top 10                            |                                                                                        |
| 2010 |                   | Francisco Emilio Sánchez Wecky        | Top 15                            |                                                                                        |
| 2009 | Península Goajira | Luis Vicente Nuzzo Gino               | Top 10                            | - Mr. Congeniality                                                                     |
| 2008 | Canaima           | Marco Antonio Chinea Franco           | Top 10                            |                                                                                        |
| 2007 | Distrito Capital  | Alberto Augusto García Gómez          | 3rd Runner-up                     | - Mister Handsome Venezuela 2006 - Mr. Photogenic                                      |
| 2006 | Miranda           | Erbert Javier Delgado                 | 1st Runner-up                     | - Mister Handsome Venezuela 2006                                                       |

### Mister Universe Venezuela
Color Key
- Declared as winner
- Ended as runner-up
- Ended as top 5/8 qualification
- Ended as one of the finalists or semifinalists
- Ended as special awards winner

The winner of Mister Universe Venezuela represents his country at Mister Universe. Previously, the winner of Mister Handsome Venezuela went to this pageant.
| Year                      | State            | Mister Universe Venezuela      | Placement at Mister Universe | Special Awards/Notes                                                 |
| ------------------------- | ---------------- | ------------------------------ | ---------------------------- | -------------------------------------------------------------------- |
| 2019                      | Bolívar          | Luis Enrique Rodríguez López   | Top 15                       | - Mister Universe Venezuela 2018                                     |
| 2018                      | Miranda          | Jaime Betancourt               | 2nd Runner-up                | - Mister Universe Venezuela 2017                                     |
| 2017                      | Táchira          | Jesús Zambrano                 | Unplaced                     | - Mister Universe Venezuela 2016                                     |
| 2016                      | Delta Amacuro    | Luis Domingo Báez              | 1st Runner-Up                | - Mister Universe Venezuela 2015                                     |
| 2015                      | Sucre            | Christian Arnaldo Nunes Angulo | Top 13                       | - Mister Universe Venezuela 2014 - Mister Venezuela 2017             |
| Mister Handsome Venezuela |                  |                                |                              |                                                                      |
| 2014                      | Distrito Capital | José Luis Fernández            | 1st Runner-up                | - Mister Handsome Venezuela 2013 - Unplaced in Mister Venezuela 2015 |
| 2013                      | Guárico          | Christian Rodríguez            | Top 12                       | - Mister Handsome Venezuela 2012                                     |
| 2012                      | Monagas          | Julio César Torres             | 4th Runner-up                | - Mister Handsome Venezuela 2011                                     |
| 2011                      | Nueva Esparta    | Juan Pablo Gómez               | Mister Universe 2011         | - Mister Handsome Venezuela 2010                                     |
| 2010                      | Guárico          | Édgar Moreno                   | 3rd Runner-up                | - Mister Handsome Venezuela 2009                                     |
| 2009                      | Did not compete  | Did not compete                | Did not compete              | Did not compete                                                      |
| 2008                      | Cojedes          | Julio Sánchez-Vega Lugo        | Top 10                       |                                                                      |

### Mister Global Venezuela
Color Key
- Declared as winner
- Ended as runner-up
- Ended as top 5/8 qualification
- Ended as one of the finalists or semifinalists
- Ended as special awards winner

The winner of Mister Global Venezuela represents his country at Mister Global. Previously, this male and female pageant was called Miss & Mister Sport Venezuela (Srta. & Mister Deporte Venezuela in Spanish).
| Year | State           | Mister Global Venezuela        | Placement at Mister Global | Special Awards/Notes                                     |
| ---- | --------------- | ------------------------------ | -------------------------- | -------------------------------------------------------- |
| 2022 | Did not compete | Did not compete                | Did not compete            | Did not compete                                          |
| 2021 | Amazonas        | Juan Carlos Da Silva           | 3rd Runner-up              | - Mister Tourism Venezuela 2018                          |
| 2019 | Did not compete | Did not compete                | Did not compete            | Did not compete                                          |
| 2018 | Sucre           | Christian Arnaldo Nunes Angulo | Top 10                     | - Mister Universe Venezuela 2014 - Mister Venezuela 2017 |
| 2017 | Did not compete | Did not compete                | Did not compete            | Did not compete                                          |
| 2016 | Did not compete | Did not compete                | Did not compete            | Did not compete                                          |
| 2015 |                 | Yuber Jiménez Raffalli         | 1st Runner-up              |                                                          |
| 2014 | Did not compete | Did not compete                | Did not compete            | Did not compete                                          |

Notes
- Orlando Ruíz Delgado was selected to assist the Mister Global 2019 pageant, but he wirthdrawal its participation.

### Mister Supranational Venezuela
Color Key
- Declared as winner
- Ended as runner-up
- Ended as top 5/8 qualification
- Ended as one of the finalists or semifinalists
- Ended as special awards winner

The winner of Mister Supranational Venezuela represents his country at Mister Supranational. Previously, a runner-up of Mister Venezuela went sent to this pageant.
| Year             | State            | Mister Supranational Venezuela      | Placement at Mister Supranational | Special Awards/Notes                                                                                            |
| ---------------- | ---------------- | ----------------------------------- | --------------------------------- | --- |
| 2023             | Zulia            | Jorge Eduardo Núñez Martínez        |                                   | |
| 2022             | Distrito Capital | Anthony Gallardo                    | Top 20                            | - 1st Runner-up in Mister Supranational Venezuela 2022                                                          |
| 2021             | Zulia            | William Manuel Badell López         | 2nd Runner-up                     | - Mister Supranational Venezuela 2021                                                                           |
| 2019             | Mérida           | Leonardo Carrero Contreras          | 4th Runner-up                     | - Mister Handsome Venezuela 2017 - 1st Runner-up in Mister Venezuela 2019 - Mister Supranational Venezuela 2019 |
| Mister Venezuela |                  |                                     |                                   | |
| 2018             | Miranda          | Jeudiel Condado Griman              | Unplaced                          | - Unplaced in Mister Venezuela 2015 - Mister Supranational Venezuela 2018                                       |
| 2017             | Aragua           | Gabriel José Correa Guzmán          | Mister Supranational 2017         | - Mister Venezuela 2015 - Mister Supranational Venezuela 2017                                                   |
| 2016             | Distrito Capital | Gustavo Alejandro Acevedo Nicolazzo | Top 10                            | - 2nd Runner-up in Mister Venezuela 2016 - Mister Supranational Venezuela 2016                                  |

### Man of the World Venezuela
Color Key
- Declared as winner
- Ended as runner-up
- Ended as top 5/8 qualification
- Ended as one of the finalists or semifinalists
- Ended as special awards winner

| Year | State            | Man of the World Venezuela | Placement at Man of the World | Special Awards/Notes                                                                       |
| ---- | ---------------- | -------------------------- | ----------------------------- | ------------------------------------------------------------------------------------------ |
| 2023 | Distrito Capital | Omar Riera Sambrano        |                               | - Unplaced in Mister Venezuela 2017 - 4th Runner-up in Mister Supranational Venezuela 2022 |
| 2022 | Did not compete  | Did not compete            | Did not compete               | Did not compete                                                                            |
| 2019 | Did not compete  | Did not compete            | Did not compete               | Did not compete                                                                            |
| 2018 | Did not compete  | Did not compete            | Did not compete               | Did not compete                                                                            |
| 2017 | Did not compete  | Did not compete            | Did not compete               | Did not compete                                                                            |

Notes
- César Leonardo Urbaneja was selected to assist the Man of the World 2022 pageant, but he wirthdrawal its participation.

## Summary
This is a list of Venezuela's representatives and their placements at the Big Seven men's international beauty pageants. Venezuela, widely considered a beauty pageant powerhouse with an extensive and successful history in beauty pageants, is also referred as the most powerful country in beauty pageants,  winning multiple male competitions, with a total of 48 placements and 5 victories, counting:
- One — Manhunt International title (1999)
- One — Mister World title (1998)
- One — Mister International title (2013)
- One — Mister Universe  title (2011)
- One — Mister Supranational  title (2017)

Hundreds of men's beauty pageants are conducted yearly, but the Big Seven are considered the most prestigious, widely covered and broadcast by media. Various news agencies collectively refer to the seven major pageants as "Big Seven" namely: Manhunt International, Mister World, Mister International, Mister Universe, Mister Global, Mister Supranational and Man of the World.
The criteria for the Big Seven inclusion are based on specific standards such as the pageant's international prominence and prestige accepted by mainstream media; the quality and quantity of crowned delegates recognized by international franchisees; the winner's post pageant activities; the pageant's longevity, consistency, and history; the execution of the pageant's specific cause, platform, and advocacy; the overall pre-pageant activities, production quality and global telecast; the enormity of internet traffic; and the extent of popularity across the globe.

### National pageants
The following are national pageants which serve as qualifiers for the Big Seven men's pageants.
- Mister Venezuela (since 1996)
- Mister Turismo Venezuela (since 2002)
- Mister Handsome Venezuela (since 2004)
- Mister Global Venezuela (formerly Mr. Deporte Venezuela) (since 2010)
- Mister Universo Venezuela (since 2014)
- Mister Supranational Venezuela (since 2016)
- Caballero Venezuela (since 2019)

### Venezuelan Summary
As of the Mister Global 2022 edition that took place on February 11, 2023, there have been 75 Big Seven men's international titleholders.
As of the election of Gabriel Correa as Mister Supranational 2017 on December 2, 2017, there have been 5 winners of the Big Seven men's international beauty pageants from Venezuela.
The following table details the placing of the Venezuela's representatives in the Big Seven men's pageants.
Color key
- Declared as winner
- Ended as runner-up
- Ended as top 5/8 qualification
- Ended as one of the finalists or semifinalists

| Last edition | 21st Manhunt International                                                                                                  | 10th Mister World                                                   | 16th Mister International                                                                                               | 13th Mister Universe                                                          | 10th Mister Global                                                                                          | 8th Mister Supranational                                   | 4th Man of the World                                                                                               |
| Year         | Manhunt International | Mister World                                                        | Mister International | Mister Universe                                                               | Mister Global                                                                                               | Mister Supranational                                       | Man of the World                                                                                                   |
| ------------ | --- | ------------------------------------------------------------------- | --- | ----------------------------------------------------------------------------- | --- | ---------------------------------------------------------- | --- |
| 2024         | Victor Battista- 3th runter up                                                                                              | Juan Alberto García Top 10                                          | Enmanuel Serrano Top 16                                                                                                 | Cancelled                                                                     | Sergio Gómez Top 20                                                                                         | Marcos de Freitas-4th runnter up                           | Sergio Azuaga-WINNER                                                                                               |
| 2023         | |                                                                     | Willian Badell 1st Runnter-up                                                                                           | Cancelled                                                                     | | Jorge Eduardo Nuñez- Unplaced                              | Omar Riera -Top 17                                                                                                 |
| 2022         | José Luis Trujillo Top 16                                                                                                   | Cancelled                                                           | Orangel Dirinot 2nd Runner-Up                                                                                           | Cancelled                                                                     | × | Anthony Gallardo Top 20                                    | César Leonardo Urbaneja ×                                                                                          |
| 2021         | Cancelled | Cancelled                                                           | Cancelled | Juan Carlos Da Silva 3rd Runner-Up                                            | William Badell 2nd Runner-Up                                                                                | Cancelled                                                  | |
| 2020         | × | Cancelled                                                           | Cancelled | Cancelled                                                                     | Cancelled                                                                                                   | Cancelled                                                  | |
| 2019         | Cancelled | Jorge Eduardo Núñez Top 29                                          | Cancelled | Luis Rodríguez López Top 15                                                   | Orlando Ruíz Delgado ×                                                                                      | Leonardo Carrero 4th Runner-Up                             | ↑ No Delegate Sent (established in 2017 in Manila, Philippines. Venezuela will send their first delegate in 2023.) |
| 2018         | × | Cancelled                                                           | Francisco Piscitelli 1st Runner-Up                                                                                      | Jaime Betancourt 2nd Runner-Up                                                | Christian Nunes Top 10                                                                                      | Jeudiel Condado                                            | ↑ No Delegate Sent (established in 2017 in Manila, Philippines. Venezuela will send their first delegate in 2023.) |
| 2017         | Anderson Tovar × | Cancelled                                                           | Ignacio Milles Top 10                                                                                                   | Jesús Zambrano                                                                | × | Gabriel Correa WINNER                                      | ↑ No Delegate Sent (established in 2017 in Manila, Philippines. Venezuela will send their first delegate in 2023.) |
| 2016         | Francisco Gil Top 16 | Renato Barabino ×                                                   | Walfred Crespo Top 16                                                                                                   | Luis Domingo Báez 1st Runner-Up                                               | × | Gustavo Acevedo Top 10                                     | ↑ No Delegate Sent (established in 2017 in Manila, Philippines. Venezuela will send their first delegate in 2023.) |
| 2015         | Cancelled | Cancelled                                                           | Rafael Angelucci Top 10                                                                                                 | Christian Nunes Top 13                                                        | Yuber Jiménez 1st Runner-Up                                                                                 | ↑ No Pageant Held (established in 2016 in Warsaw, Poland.) | ↑ No Delegate Sent (established in 2017 in Manila, Philippines. Venezuela will send their first delegate in 2023.) |
| 2014         | Cancelled | Jesús Casanova                                                      | Yarnaldo Morales × | José Luis Fernández 1st Runner-Up                                             | ↑ No Delegate Sent (established in 2014 in Bangkok, Thailand. Venezuela sent their first delegate in 2015.) | ↑ No Pageant Held (established in 2016 in Warsaw, Poland.) | ↑ No Delegate Sent (established in 2017 in Manila, Philippines. Venezuela will send their first delegate in 2023.) |
| 2013         | Cancelled | Cancelled                                                           | José Anmer Paredes WINNER                                                                                               | Christian Rodríguez Top 12                                                    | ↑ No Delegate Sent (established in 2014 in Bangkok, Thailand. Venezuela sent their first delegate in 2015.) | ↑ No Pageant Held (established in 2016 in Warsaw, Poland.) | ↑ No Delegate Sent (established in 2017 in Manila, Philippines. Venezuela will send their first delegate in 2023.) |
| 2012         | Jeyco Estaba Top 15 | Jessus Zambrano                                                     | Gary Pinha Top 16 | Julio César Torres 4th Runner-Up                                              | ↑ No Delegate Sent (established in 2014 in Bangkok, Thailand. Venezuela sent their first delegate in 2015.) | ↑ No Pageant Held (established in 2016 in Warsaw, Poland.) | ↑ No Delegate Sent (established in 2017 in Manila, Philippines. Venezuela will send their first delegate in 2023.) |
| 2011         | José Antonio Ampueda | Cancelled                                                           | Jeefry Rojas Top 10 | Juan Pablo Gómez WINNER                                                       | ↑ No Delegate Sent (established in 2014 in Bangkok, Thailand. Venezuela sent their first delegate in 2015.) | ↑ No Pageant Held (established in 2016 in Warsaw, Poland.) | ↑ No Delegate Sent (established in 2017 in Manila, Philippines. Venezuela will send their first delegate in 2023.) |
| 2010         | Henry Bolívar Top 16 | José Manuel Flores Top 15                                           | Francisco Emilio Sánchez Top 15                                                                                         | Edgar Moreno 3rd Runner-Up                                                    | ↑ No Delegate Sent (established in 2014 in Bangkok, Thailand. Venezuela sent their first delegate in 2015.) | ↑ No Pageant Held (established in 2016 in Warsaw, Poland.) | ↑ No Delegate Sent (established in 2017 in Manila, Philippines. Venezuela will send their first delegate in 2023.) |
| 2009         | Cancelled | Cancelled                                                           | Luis Nuzzo Top 10 | ×                                                                             | ↑ No Delegate Sent (established in 2014 in Bangkok, Thailand. Venezuela sent their first delegate in 2015.) | ↑ No Pageant Held (established in 2016 in Warsaw, Poland.) | ↑ No Delegate Sent (established in 2017 in Manila, Philippines. Venezuela will send their first delegate in 2023.) |
| 2008         | Orlando Delgado Top 15 | Cancelled                                                           | Marco Antonio Chinea Top 10                                                                                             | Julio Sánchez-Vega Top 10                                                     | ↑ No Delegate Sent (established in 2014 in Bangkok, Thailand. Venezuela sent their first delegate in 2015.) | ↑ No Pageant Held (established in 2016 in Warsaw, Poland.) | ↑ No Delegate Sent (established in 2017 in Manila, Philippines. Venezuela will send their first delegate in 2023.) |
| 2007         | Germán González | Vito Gasparrini                                                     | Alberto Augusto García 3rd Runner-Up                                                                                    | ↑ No Pageant Held (established in 2008 in Santo Domingo, Dominican Republic.) | ↑ No Delegate Sent (established in 2014 in Bangkok, Thailand. Venezuela sent their first delegate in 2015.) | ↑ No Pageant Held (established in 2016 in Warsaw, Poland.) | ↑ No Delegate Sent (established in 2017 in Manila, Philippines. Venezuela will send their first delegate in 2023.) |
| 2006         | Miguel Ángel Brito Top 15                                                                                                   | Cancelled                                                           | Erbert Delgado 1st Runner-Up                                                                                            | ↑ No Pageant Held (established in 2008 in Santo Domingo, Dominican Republic.) | ↑ No Delegate Sent (established in 2014 in Bangkok, Thailand. Venezuela sent their first delegate in 2015.) | ↑ No Pageant Held (established in 2016 in Warsaw, Poland.) | ↑ No Delegate Sent (established in 2017 in Manila, Philippines. Venezuela will send their first delegate in 2023.) |
| 2005         | Claudio de la Torre Top 15                                                                                                  | Cancelled                                                           | ↑ No Pageant Held (established in 2006 in Jakarta, Indonesia and then it was transferred in 2022 in Bangkok, Thailand.) | ↑ No Pageant Held (established in 2008 in Santo Domingo, Dominican Republic.) | ↑ No Delegate Sent (established in 2014 in Bangkok, Thailand. Venezuela sent their first delegate in 2015.) | ↑ No Pageant Held (established in 2016 in Warsaw, Poland.) | ↑ No Delegate Sent (established in 2017 in Manila, Philippines. Venezuela will send their first delegate in 2023.) |
| 2004         | Cancelled | Cancelled                                                           | ↑ No Pageant Held (established in 2006 in Jakarta, Indonesia and then it was transferred in 2022 in Bangkok, Thailand.) | ↑ No Pageant Held (established in 2008 in Santo Domingo, Dominican Republic.) | ↑ No Delegate Sent (established in 2014 in Bangkok, Thailand. Venezuela sent their first delegate in 2015.) | ↑ No Pageant Held (established in 2016 in Warsaw, Poland.) | ↑ No Delegate Sent (established in 2017 in Manila, Philippines. Venezuela will send their first delegate in 2023.) |
| 2003         | Cancelled | Andrés Mistage Top 10                                               | ↑ No Pageant Held (established in 2006 in Jakarta, Indonesia and then it was transferred in 2022 in Bangkok, Thailand.) | ↑ No Pageant Held (established in 2008 in Santo Domingo, Dominican Republic.) | ↑ No Delegate Sent (established in 2014 in Bangkok, Thailand. Venezuela sent their first delegate in 2015.) | ↑ No Pageant Held (established in 2016 in Warsaw, Poland.) | ↑ No Delegate Sent (established in 2017 in Manila, Philippines. Venezuela will send their first delegate in 2023.) |
| 2002         | Daniel Navarrete 4th Runner-Up                                                                                              | Cancelled                                                           | ↑ No Pageant Held (established in 2006 in Jakarta, Indonesia and then it was transferred in 2022 in Bangkok, Thailand.) | ↑ No Pageant Held (established in 2008 in Santo Domingo, Dominican Republic.) | ↑ No Delegate Sent (established in 2014 in Bangkok, Thailand. Venezuela sent their first delegate in 2015.) | ↑ No Pageant Held (established in 2016 in Warsaw, Poland.) | ↑ No Delegate Sent (established in 2017 in Manila, Philippines. Venezuela will send their first delegate in 2023.) |
| 2001         | Luis Nery 2nd Runner-Up | Cancelled                                                           | ↑ No Pageant Held (established in 2006 in Jakarta, Indonesia and then it was transferred in 2022 in Bangkok, Thailand.) | ↑ No Pageant Held (established in 2008 in Santo Domingo, Dominican Republic.) | ↑ No Delegate Sent (established in 2014 in Bangkok, Thailand. Venezuela sent their first delegate in 2015.) | ↑ No Pageant Held (established in 2016 in Warsaw, Poland.) | ↑ No Delegate Sent (established in 2017 in Manila, Philippines. Venezuela will send their first delegate in 2023.) |
| 2000         | José Gabriel Madonia 3rd Runner-Up                                                                                          | Alejandro Otero Top 10                                              | ↑ No Pageant Held (established in 2006 in Jakarta, Indonesia and then it was transferred in 2022 in Bangkok, Thailand.) | ↑ No Pageant Held (established in 2008 in Santo Domingo, Dominican Republic.) | ↑ No Delegate Sent (established in 2014 in Bangkok, Thailand. Venezuela sent their first delegate in 2015.) | ↑ No Pageant Held (established in 2016 in Warsaw, Poland.) | ↑ No Delegate Sent (established in 2017 in Manila, Philippines. Venezuela will send their first delegate in 2023.) |
| 1999         | Ernesto Calzadilla WINNER                                                                                                   | Cancelled                                                           | ↑ No Pageant Held (established in 2006 in Jakarta, Indonesia and then it was transferred in 2022 in Bangkok, Thailand.) | ↑ No Pageant Held (established in 2008 in Santo Domingo, Dominican Republic.) | ↑ No Delegate Sent (established in 2014 in Bangkok, Thailand. Venezuela sent their first delegate in 2015.) | ↑ No Pageant Held (established in 2016 in Warsaw, Poland.) | ↑ No Delegate Sent (established in 2017 in Manila, Philippines. Venezuela will send their first delegate in 2023.) |
| 1998         | Jossman Peñalver | Sandro Finoglio WINNER                                              | ↑ No Pageant Held (established in 2006 in Jakarta, Indonesia and then it was transferred in 2022 in Bangkok, Thailand.) | ↑ No Pageant Held (established in 2008 in Santo Domingo, Dominican Republic.) | ↑ No Delegate Sent (established in 2014 in Bangkok, Thailand. Venezuela sent their first delegate in 2015.) | ↑ No Pageant Held (established in 2016 in Warsaw, Poland.) | ↑ No Delegate Sent (established in 2017 in Manila, Philippines. Venezuela will send their first delegate in 2023.) |
| 1997         | Sandro Finoglio 1st Runner-Up                                                                                               | Cancelled                                                           | ↑ No Pageant Held (established in 2006 in Jakarta, Indonesia and then it was transferred in 2022 in Bangkok, Thailand.) | ↑ No Pageant Held (established in 2008 in Santo Domingo, Dominican Republic.) | ↑ No Delegate Sent (established in 2014 in Bangkok, Thailand. Venezuela sent their first delegate in 2015.) | ↑ No Pageant Held (established in 2016 in Warsaw, Poland.) | ↑ No Delegate Sent (established in 2017 in Manila, Philippines. Venezuela will send their first delegate in 2023.) |
| 1996         | Cancelled | José Gregorio Faría                                                 | ↑ No Pageant Held (established in 2006 in Jakarta, Indonesia and then it was transferred in 2022 in Bangkok, Thailand.) | ↑ No Pageant Held (established in 2008 in Santo Domingo, Dominican Republic.) | ↑ No Delegate Sent (established in 2014 in Bangkok, Thailand. Venezuela sent their first delegate in 2015.) | ↑ No Pageant Held (established in 2016 in Warsaw, Poland.) | ↑ No Delegate Sent (established in 2017 in Manila, Philippines. Venezuela will send their first delegate in 2023.) |
| 1995         | ↑ No Delegate Sent (established in 1993 in Gold Coast, Queensland, Australia. Venezuela sent their first delegate in 1997.) | ↑ No Pageant Held (established in 1996 in England, United Kingdom.) | ↑ No Pageant Held (established in 2006 in Jakarta, Indonesia and then it was transferred in 2022 in Bangkok, Thailand.) | ↑ No Pageant Held (established in 2008 in Santo Domingo, Dominican Republic.) | ↑ No Delegate Sent (established in 2014 in Bangkok, Thailand. Venezuela sent their first delegate in 2015.) | ↑ No Pageant Held (established in 2016 in Warsaw, Poland.) | ↑ No Delegate Sent (established in 2017 in Manila, Philippines. Venezuela will send their first delegate in 2023.) |
| 1994         | ↑ No Delegate Sent (established in 1993 in Gold Coast, Queensland, Australia. Venezuela sent their first delegate in 1997.) | ↑ No Pageant Held (established in 1996 in England, United Kingdom.) | ↑ No Pageant Held (established in 2006 in Jakarta, Indonesia and then it was transferred in 2022 in Bangkok, Thailand.) | ↑ No Pageant Held (established in 2008 in Santo Domingo, Dominican Republic.) | ↑ No Delegate Sent (established in 2014 in Bangkok, Thailand. Venezuela sent their first delegate in 2015.) | ↑ No Pageant Held (established in 2016 in Warsaw, Poland.) | ↑ No Delegate Sent (established in 2017 in Manila, Philippines. Venezuela will send their first delegate in 2023.) |
| 1993         | ↑ No Delegate Sent (established in 1993 in Gold Coast, Queensland, Australia. Venezuela sent their first delegate in 1997.) | ↑ No Pageant Held (established in 1996 in England, United Kingdom.) | ↑ No Pageant Held (established in 2006 in Jakarta, Indonesia and then it was transferred in 2022 in Bangkok, Thailand.) | ↑ No Pageant Held (established in 2008 in Santo Domingo, Dominican Republic.) | ↑ No Delegate Sent (established in 2014 in Bangkok, Thailand. Venezuela sent their first delegate in 2015.) | ↑ No Pageant Held (established in 2016 in Warsaw, Poland.) | ↑ No Delegate Sent (established in 2017 in Manila, Philippines. Venezuela will send their first delegate in 2023.) |

× Did not compete
↑ No pageant held

#### Placements
| Pageant               | Entrants | Unplacements                  | Placements                                                                                    | Best result          |
| --------------------- | -------- | ----------------------------- | --------------------------------------------------------------------------------------------- | -------------------- |
| Manhunt International | 15       | 3 (1998 • 2007 • 2011)        | 12 (1997 • 1999 • 2000 • 2001 • 2002 • 2005 • 2006 • 2008 • 2010 • 2012 • 2016 • 2022)        | 1 Winner (1999)      |
| Mister World          | 9        | 4 (1996 • 2007 • 2012 • 2014) | 5 (1998 • 2000 • 2003 • 2010 • 2019)                                                          | 1 Winner (1998)      |
| Mister International  | 13       | ×                             | 13 (2006 • 2007 • 2008 • 2009 • 2010 • 2011 • 2012 • 2013 • 2015 • 2016 • 2017 • 2018 • 2022) | 1 Winner (2013)      |
| Mister Universe       | 11       | 1 (2017)                      | 10 (2008 • 2010 • 2011 • 2012 • 2013 • 2014 • 2015 • 2016 • 2018 • 2019)                      | 1 Winner (2011)      |
| Mister Global         | 3        | ×                             | 3 (2015 • 2018 • 2021)                                                                        | 1st Runner-Up (2015) |
| Mister Supranational  | 6        | 1 (2018)                      | 5 (2016 • 2017 • 2019 • 2021 • 2022)                                                          | 1 Winner (2017)      |
| Man of the World      | ×        | ×                             | ×                                                                                             | ×                    |
| Total                 | 57       | 9                             | 48                                                                                            | 5 titles             |

#### Historic placement positions
| Pageant               | Total | Winner (1st Place) | 1st Runner-Up (2nd Place) | 2nd Runner-Up (3rd Place) | 3rd Runner-Up (4th Place) | 4th Runner-Up (5th Place) | Finalists (Top 5/8) | Semifs./ Quarterfs. (Top 9/29)                            |
| --------------------- | ----- | ------------------ | ------------------------- | ------------------------- | ------------------------- | ------------------------- | ------------------- | --------------------------------------------------------- |
| Manhunt International | 12    | 1 (1999)           | 1 (1997)                  | 1 (2001)                  | 1 (2000)                  | 1 (2002)                  | ×                   | 7 (2005 • 2006 • 2008 • 2010 • 2012 • 2016 • 2022)        |
| Mister World          | 5     | 1 (1998)           | ×                         | ×                         | ×                         | ×                         | ×                   | 4 (2000 • 2003 • 2010 • 2019)                             |
| Mister International  | 13    | 1 (2013)           | 2 (2006 • 2018)           | 1 (2022)                  | 1 (2007)                  | ×                         | ×                   | 8 (2008 • 2009 • 2010 • 2011 • 2012 • 2015 • 2016 • 2017) |
| Mister Universe       | 10    | 1 (2011)           | 2 (2014 • 2016)           | 1 (2018)                  | 1 (2010)                  | 1 (2012)                  | ×                   | 4 (2008 • 2013 • 2015 • 2019)                             |
| Mister Global         | 3     | ×                  | 1 (2015)                  | ×                         | 1 (2021)                  | ×                         | ×                   | 1 (2018)                                                  |
| Mister Supranational  | 5     | 1 (2017)           | ×                         | 1 (2021)                  | 0 ()                      | 1 (2019)                  | ×                   | 2 (2016 • 2022)                                           |
| Man of the World      | ×     | ×                  | ×                         | ×                         | ×                         | ×                         | ×                   | ×                                                         |
| Total                 | 48    | 5                  | 6                         | 4                         | 4                         | 3                         |                     | 26                                                        |

Absences
| Pageant               | Absences                                    |
| --------------------- | ------------------------------------------- |
| Manhunt International | 6 (1993 • 1994 • 1995 • 2017 • 2018 • 2020) |
| Mister World          | 1 (2016)                                    |
| Mister International  | 1 (2014)                                    |
| Mister Universe       | 1 (2009)                                    |
| Mister Global         | 5 (2014 • 2016 • 2017 • 2019 • 2022)        |
| Mister Supranational  | ×                                           |
| Man of the World      | 4 (2017 • 2018 • 2019 • 2022)               |
| Total                 | 18                                          |

### Margarita Island Summary
Color key
- Declared as winner
- Ended as runner-up
- Ended as top 5/8 qualification
- Ended as one of the finalists or semifinalists

| Last ed. | 12th Mister Universe                      |
| Year     | Mister Universe                           |
| -------- | ----------------------------------------- |
| 2022     | Cancelled                                 |
| 2021     | Cancelled                                 |
| 2020     | Cancelled                                 |
| 2019     | Carlos Alberto Guédez Díaz                |
| 2018     | Jesús Abraham Urdaneta Aguilar Top 12     |
| 2017     | Douglas José Castro Mendoza 5th Runner-Up |
| 2016     | Florentino Rodríguez                      |
| 2015     | Mariano Javier Palacios Álvarez           |
| 2014     | Edward Gregorio Rojas Pérez               |
| 2013     | Octavio José Centeno Guerra               |
| 2012     | ×                                         |
| 2011     | Carlos Alberto Martínez                   |
| 2010     | ×                                         |
| 2009     | ×                                         |
| 2008     | Francisco Ismael Díaz                     |

× Did not compete
↑ No pageant held

#### Placements
| Pageant         | Entrants | Unplacements                                       | Placements      | Best result          |
| --------------- | -------- | -------------------------------------------------- | --------------- | -------------------- |
| Mister Universe | 9        | 7 (2008 • 2011 • 2013 • 2014 • 2015 • 2016 • 2019) | 2 (2017 • 2018) | 5th Runner-Up (2017) |
| Total           | 9        | 7                                                  | 2               | 0 titles             |

#### Historic placement positions
| Pageant         | Total | 5th Runner-Up (6th Place) | Semifs./ Quarterfs. (Top 9/29) |
| --------------- | ----- | ------------------------- | ------------------------------ |
| Mister Universe | 2     | 1 (2017)                  | 1 (2018)                       |
| Total           | 2     | 1                         | 1                              |

Absences
| Pageant         | Absences               |
| --------------- | ---------------------- |
| Mister Universe | 3 (2009 • 2010 • 2012) |
| Total           | 3                      |

### Hosting
Venezuela had never host a major international pageant.

### List of crossovers
Crossover winners of a major national pageant or crossover representatives in the line of international beauty pageants.
- Sandro Finoglio – was the first crossover candidate to accomplish this feat. Finoglio won Mister Venezuela 1997. He placed as 1st Runner-Up in Manhunt International 1997 and then won the Mister World 1998 title.
- Christian Nunes – Nunes won Mister Universo Venezuela 2014. He went to compete in Mister Universe 2015 placing in the Top 13 and then was designated to participate in Mister Global 2018 where he finished as Top 10.